# عمار السالم
عمار وهب العلي السالم لاعب كرة قدم سعودي و يلعب في خط الوسط.

## مسيرة اللاعب
لعب سابقاً في نادي النجوم في الفئات السنية و بعدها لعب مع نادي القارة ونادي الثقبة ونادي العمران ونادي النجوم.